# Речной (Тюменская область)
Речной — посёлок в Заводоуковском районе Тюменской области. В рамках организации местного самоуправления находится в Заводоуковском городском округе.

## История
Возник как одно из отделений Заводоуковского промсовхоза.

## Население
| 2010 |
| ---- |
| 287  |